# Biagio
Biagio ist ein italienischer männlicher Vorname.

## Herkunft und Bedeutung
Biagio ist die italienische Variante des männlichen Vornamens Blasius.

## Namensträger

### Vorname
- Biagio Abrate (* 1949), italienischer General
- Biagio Agnes (1928–2011), italienischer Journalist
- Biagio Antonacci (* 1963), italienischer Sänger
- Biagio Budelacci (1888–1973), italienischer Geistlicher, Weihbischof von Frascati
- Biagio Buonaccorsi (1472?–nach 1526), Amtsträger der Republik Florenz und Dichter
- Biagio Chianese (* 1961), ehemaliger italienischer Boxer
- Biagio Conte (Missionar) (1963–2023), italienischer Missionar
- Biagio Conte (Radsportler) (* 1968), italienischer Radrennfahrer
- Biagio Coppa (* 1965), italienischer Jazzmusiker
- Biagio De Giovanni (* 1931), italienischer Philosoph, Hochschullehrer und Politiker
- Biagio di Goro Ghezzi (um 1325–1384/1389), italienischer Maler
- Biagio Izzo (* 1962), italienischer Schauspieler
- Biagio Marin (1891–1985), italienischer Dichter und Poet
- Biagio Marini (1594–1663), italienischer Komponist
- Biagio Nazzaro (1890–1922), italienischer Motorrad- und Automobilrennfahrer
- Biagio Pace (1889–1955), italienischer Archäologe
- Biagio Pelacani da Parma († 1416), italienischer Philosoph und Mathematiker
- Biagio Proietti (1940–2022), italienischer Drehbuchautor und Filmregisseur
- Biagio Pupini (auch Biagio delle Lame; † nach 1575), italienischer Maler und Zeichner
- Biagio Vittorio Terrinoni (1914–1996), italienischer Geistlicher
- Biagio Tomasi (auch Biasio oder Blasio Tomasi; um 1585–1640), italienischer Organist und Komponist

### Familienname
- Luigi Di Biagio (* 1971), italienischer Fußballspieler und -trainer